# Martin Barner

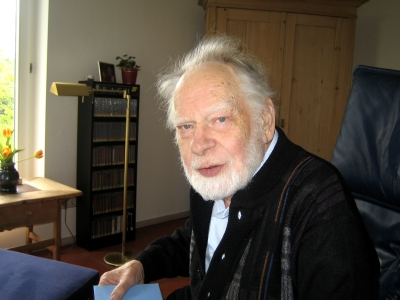
Martin Barner an seinem 85. Geburtstag in Königsfeld im Schwarzwald

Martin Barner (* 19. April 1921 in Villingen; † 31. Juli 2020) war ein deutscher Mathematiker, der sich mit Differentialgeometrie und Analysis beschäftigte.

## Leben
Barner studierte an der Universität Freiburg, wo er 1950 bei Gerrit Bol mit der Arbeit Zur projektiven Differentialgeometrie der Kurvenpaare promoviert wurde. Er war ab 1957 Professor an der Universität Karlsruhe und ab 1962 an der Universität Freiburg, wo er 1989 emeritiert wurde. Von 1963 bis 1994 war er Direktor des Mathematischen Forschungsinstituts Oberwolfach und von 1968 bis 1977 Präsident der Deutschen Mathematiker-Vereinigung.
Zu seinen Doktoranden zählen Rolf Walter (Universität Dortmund), Ulrich Pinkall (TU Berlin) und Friedrich Flohr (Universität Freiburg), mit dem er ein verbreitetes Analysis-Lehrbuch verfasste.

## Ehrungen
- 1993: Ehrensenator der TU Darmstadt.
- 1993 wurde er für seine Verdienste als langjähriger Leiter des Forschungsinstituts Oberwolfach Ehrenmitglied der Deutschen Mathematiker-Vereinigung.

## Schriften (Auswahl)
- mit Ulrich Graf, Flohr: Darstellende Geometrie, 12. Auflage, Heidelberg, Quelle und Meyer 1991 (zuerst Bearbeitung der 7. Auflage von Graf’s Buch 1961)
- Differential- und Integralrechnung, Sammlung Göschen 1963
- mit Friedrich Flohr: Analysis, 2 Bände, de Gruyter, Berlin 1974, Band 1, 5. Aufl.: ISBN 3-11-016778-6, doi:10.1515/9783110854770; Band 2, 3. Aufl.: ISBN 3-11-015034-4, doi:10.1515/9783110808896
(Umfangreiche Leseprobe des Buchs Analysis I online bei Google-Books: Analysis I, 5. Auflage)